# Манарага (роман)
«Манара́га» — одиннадцатый роман Владимира Сорокина. Вышел 13 марта 2017 года в издательстве Corpus. Удостоен премии «НОС».

## Сюжет
Роман написан в форме футуристического дневника, день и месяц первой записи в котором (13 марта) совпадает с датой официального выхода романа. Действие происходит в середине XXI века. Отдельные географические и постисторические реалии «Манараги» созвучны миру предыдущего романа автора. Дневник этот ведёт повар, готовящий на книгах.
В эпоху, наступившую вслед за Новым Средневековьем и Второй мусульманской революцией, печатные книги перестали издаваться. Специально обученные повара научились готовить блюда на огне от сохранившихся в музеях экземпляров таким образом, чтобы атмосфера и содержание соответствующего текста переходили к едоку в сублимированном, животном виде:
Большая и ортодоксальная еврейская семья на океанском катамаране, заказавшая фаршированную куриную шейку на Бабеле, будет разговаривать и вести себя в точности по-бабелевски. Оперные певцы, захотевшие карамелизованных фруктов на «Романе с кокаином» М. Агеева, разумеется, немедленно закинутся кокаином и заговорят по-агеевски. Ну а съемочная группа, только что закончившая работу над фильмом по «Мастеру и Маргарите» и отмечающая это событие судачками а-ля натюрель на первом издании булгаковского романа, устроит весёлую потасовку с чертовщиной и мордобоем в стиле Коровьева и Бегемота.
Блюдо тем вкуснее, чем драгоценнее потреблённый при его приготовлении экземпляр книги. Этот бизнес, именуемый bookʼn’grill, начался с сожжения первого издания «Поминок по Финнегану», выкраденного из Британского музея. Однако над ним нависает угроза, когда выясняется, что некий копировальный аппарат тысячами производит копии редких книг. Шеф-повар, специализирующийся на сожжении русской классики, получает задание обезвредить инфернальную машину, расположенную под уральской горой Манарага…

## Реквием по бумажной книге
Роман Сорокина, изобилующий автоцитатами, был воспринят литературными критиками как своего рода реквием по бумажной книге. За два года до выхода романа Сорокин признавался в ностальгии по старым изданиям:
У меня старомодное отношение к книге. Я люблю её вес, шершавость страниц, запах. На книгу можно пролить кофе или даже поставить горячий кофейник, можно прожечь её сигаретой. Она молчит, ей не нужно электричества. Она ничего не требует. Хочешь — читай, хочешь — поставь на полку, хочешь — выброси на помойку. Её можно облить слезами, вином, кровью, спермой. И это всё останется на ней в память о читателе. В неё можно вложить цветок. Когда я был в Стэнфорде, то там, в библиотеке, читал дневники русских офицеров, покинувших Россию сразу после Гражданской войны. У одного офицера дневник кончался, когда он садился на корабль в Одессе. И на последней странице была веточка акации. А что может iPad? Слёзы или кровь стекут с него, ничего не оставив.

## Отзывы
- Елена Макеенко (Esquire): «„Манарага“ — печальная баллада о книге как вещи, книге как индивидуальности, книге как осязаемой памяти о тех, кто её читал. В этом смысле Сорокин уже действительно не визионер, а поэт, повествующий о проигранной битве.»[4].
- Фёдор Косичкин («Российская газета»): «Зачем Сорокин выпустил небольшой роман, мало что добавляющий к сложенному из блоков величественному зиккурату „Теллурии“? <…>  Это не просто брюзжание, что электронные читалки вытесняют бумажные книги, а многоуровневая ирония. Намёк на то, что классическая литература стала статус-символом элитного потребления.»[5].
- Анна Наринская («Новая газета»): «Эта книга перерабатывает неновое вообще-то соображение, что культура теперь — всего лишь один из „товаров народного потребления“. Что из сакрального и доступного не всем дара она превратилась в еще один коммерческий продукт, который требуется скормить наибольшему количеству платежеспособных клиентов. С этой пищевой метафорой Сорокин поступает буквально».[7].
- Галина Юзефович (Meduza): «Отличный роман — куда более цельный, чем хаотичная и избыточная „Теллурия“, куда более ясный и простой, чем мутноватая и переусложненная „Метель“, да и вообще, пожалуй, самая удачная книга писателя со времен „Голубого сала“, на него же в наибольшей степени и похожая.»[2].